# Hattyúszámlálás

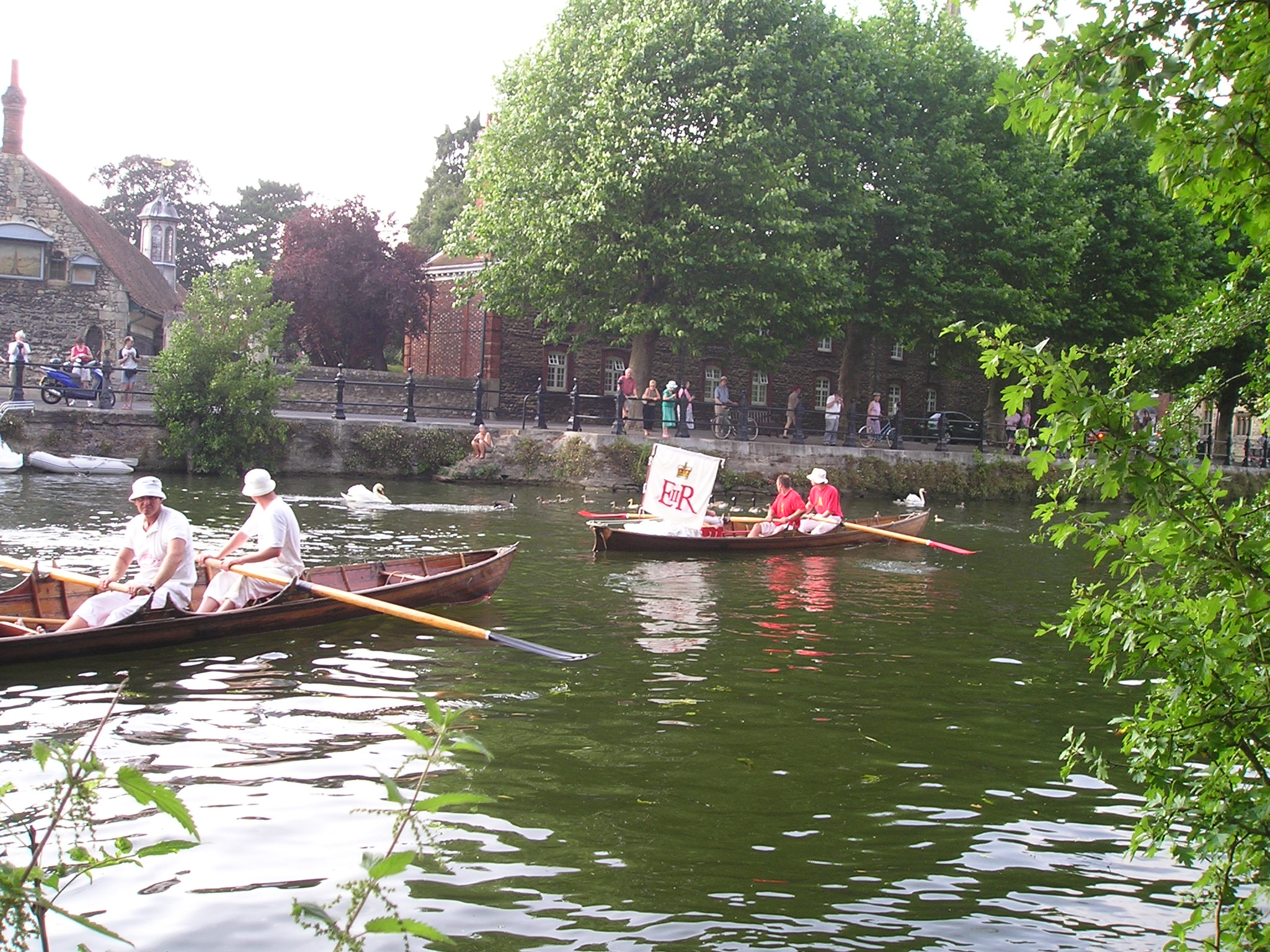
A királynő hattyúszámlálói (jobboldalt).

A hattyúszámlálás, angolul Swan Upping egy évente megtartott hagyomány és gyakorlati tevékenység Angliában, amely során a bütykös hattyúkat összeterelik, elkapják, megjelölik, majd szabadon eresztik.
A hagyomány alapján az Egyesült Királyság uralkodójának a tulajdonát képezi az összes megjelöletlen bütykös hattyú a Temzén. Ez a 12. századból ered, amikor a hattyúk gyakori ételnek számítottak a királyi család asztalán. A hattyúszámlálás az egyik módja a hattyúk számának megállapítására. Egy 15. századi királyi oklevél alapján a Vintners' Companynek (Borkereskedők céhe) és a Dyers' Companynek (kelmefestők céhe), két City of Londoni céhnek joga van részesülni az uralkodói tulajdonban. Ők végzik a cenzust a hattyúk lábának meggyűrűzésével, de a hattyúkat többé nem eszik meg.

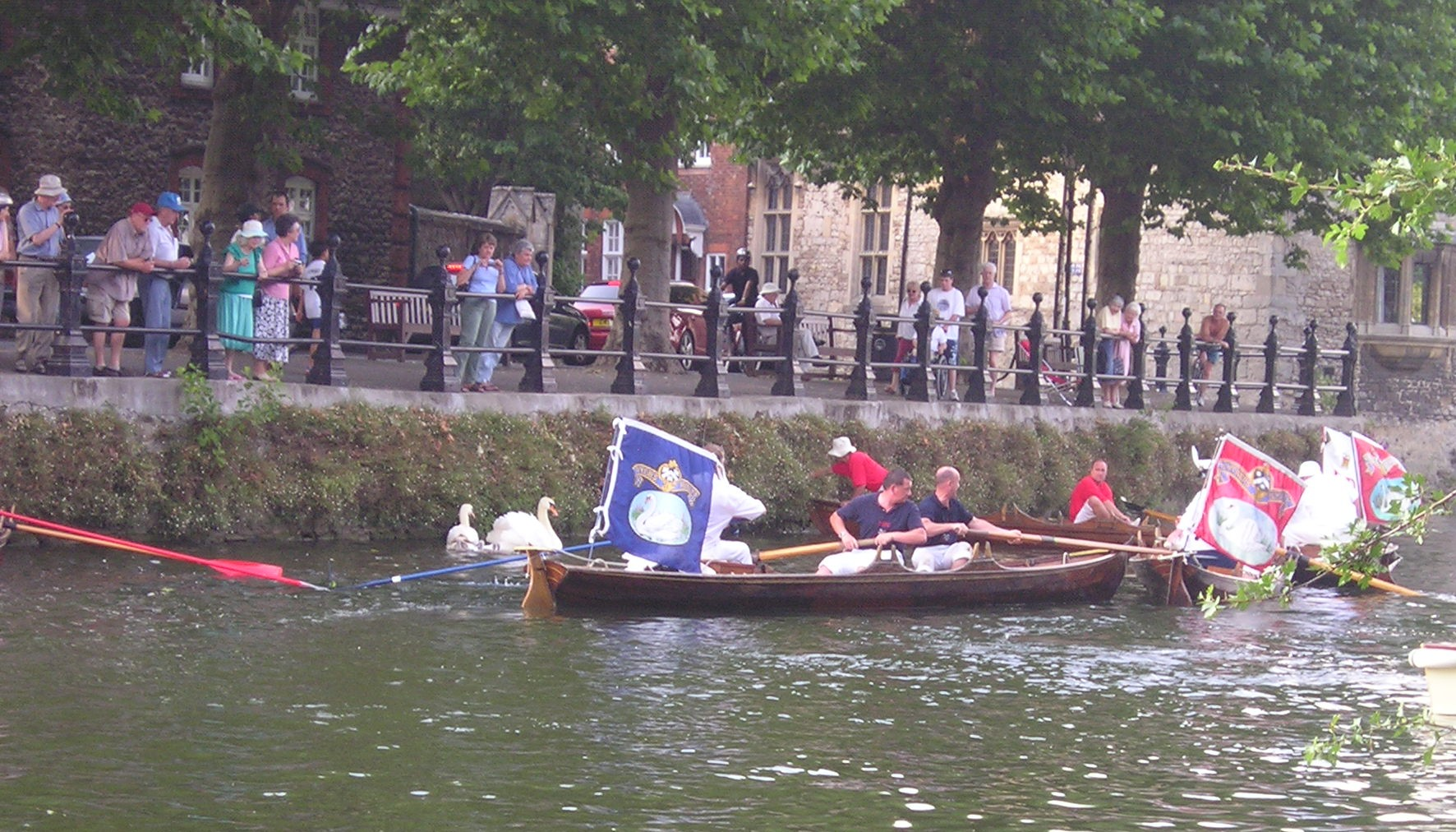
A szkiffek körbeveszik a hattyúkat, hogy könnyebben el lehessen őket kapni.

A hattyúszámlálás évente történik július harmadik hetében. A ceremónia alatt a királynő, a Vintners és a Dyers hattyúszámlálói (Swan Uppers') feleveznek a folyón szkiffjeikben. A királynő számlálói által a Swan Marker (hattyújelölő) vezetése alatt elfogott hattyúk jelöletlenek maradnak, a Dyers számlálói által elfogottakat egy lábukon gyűrűzik meg, míg a Vintners által kifogottakat mindkét lábukon. Eredetileg a meggyűrűzés helyett a hattyúkat a csőrükön jelölték meg - mely gyakorlatot őrzi a The Swan with Two Necks (A kétnyakú hattyúhoz) kocsmanév, mely a „The Swan with Two Nicks” (a két karcolással jelölt hattyú) kifejezésből ered.

## Fordítás
- Ez a szócikk részben vagy egészben  a   Swan Upping című angol Wikipédia-szócikk ezen változatának fordításán alapul.  Az eredeti cikk szerkesztőit annak laptörténete sorolja fel. Ez a jelzés csupán a megfogalmazás eredetét és a szerzői jogokat jelzi, nem szolgál a cikkben szereplő információk forrásmegjelöléseként.